# Savères
Savères är en kommun i departementet Haute-Garonne i regionen Occitanien i södra Frankrike. Kommunen ligger i kantonen Rieumes som tillhör arrondissementet Muret. År 2022 hade Savères 213 invånare.

## Befolkningsutveckling
Antalet invånare i kommunen Savères
Referens:INSEE